# Xã Lemay, Quận St. Louis, Missouri
Xã Lemay (tiếng Anh: Lemay Township) là một xã thuộc quận St. Louis, tiểu bang Missouri, Hoa Kỳ. Năm 2010, dân số của xã này là 34.736 người.